# Duneau
Duneau ist eine französische Stadt mit 1.076 Einwohnern (Stand: 1. Januar 2022) im Arrondissement Mamers im Département Sarthe in der Region Pays de la Loire. Duneau gehört zum Kanton La Ferté-Bernard (bis 2015: Kanton Tuffé) und zum Gemeindeverband Communauté de communes du Pays de l’Huisne Sarthoise. Die Einwohner werden Dunois genannt.

## Geographie
Duneau liegt etwa 24 Kilometer ostnordöstlich von Le Mans. Umgeben wird Duneau von den Nachbargemeinden Beillé im Norden, Vouvray-sur-Huisne im Norden und Nordosten, Sceaux-sur-Huisne im Nordosten, Le Luart im Osten, Dollon im Südosten, Thorigné-sur-Dué im Süden sowie Connerré im Westen und Südwesten.

## Bevölkerungsentwicklung
| 1962                      | 1968 | 1975 | 1982 | 1990 | 1999 | 2006 | 2013 |
| ------------------------- | ---- | ---- | ---- | ---- | ---- | ---- | ---- |
| 571                       | 561  | 570  | 687  | 749  | 762  | 929  | 1052 |
| Quelle: Cassini und INSEE |      |      |      |      |      |      |      |

## Sehenswürdigkeiten
- Dolmen la Pierre couverte und der Menhir de la pierre Fiche
- Kirche Saint-Cyr-et-Sainte-Julitte aus dem 11. Jahrhundert, seit 1926 Monument historique

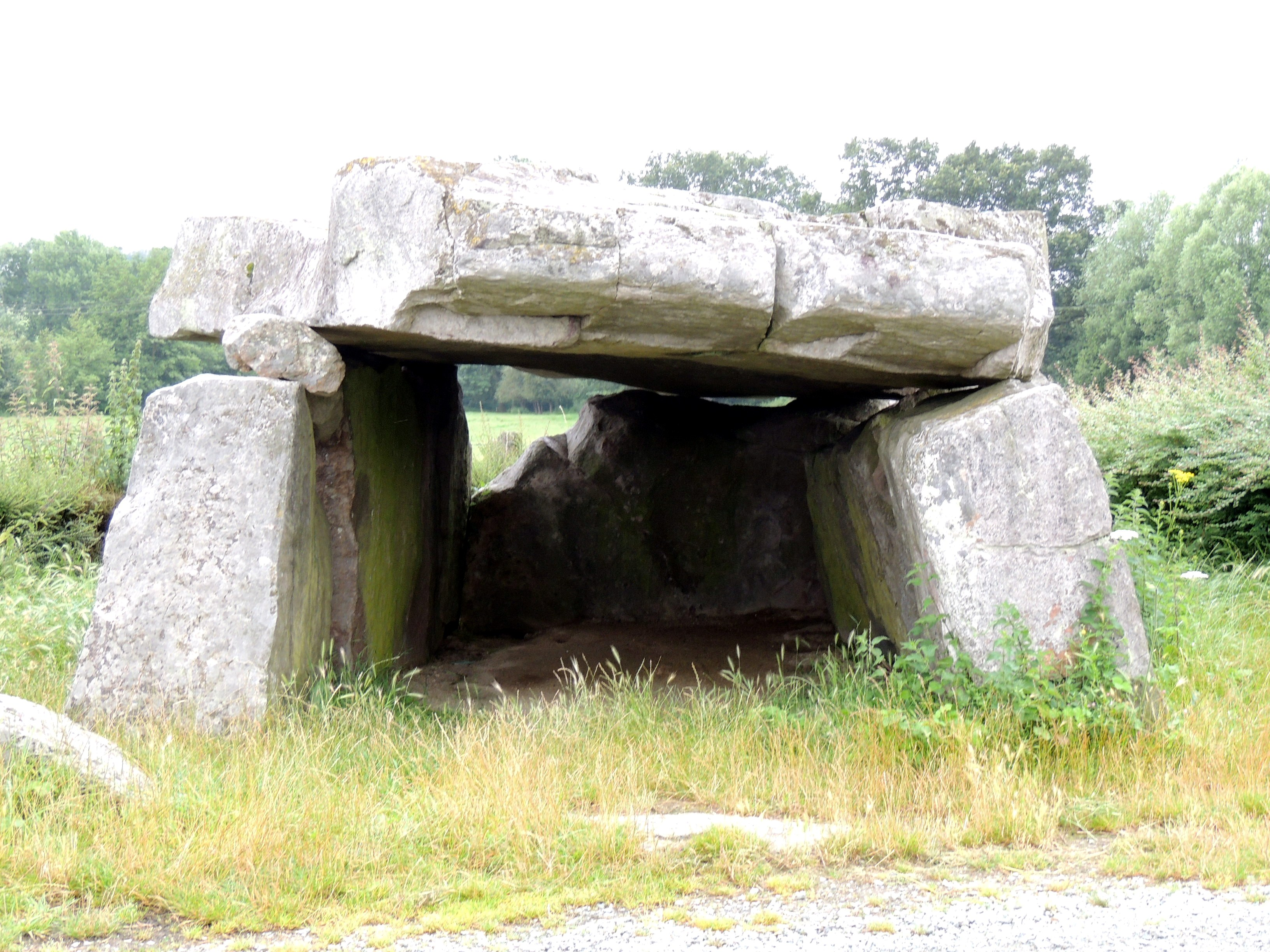
Dolmen
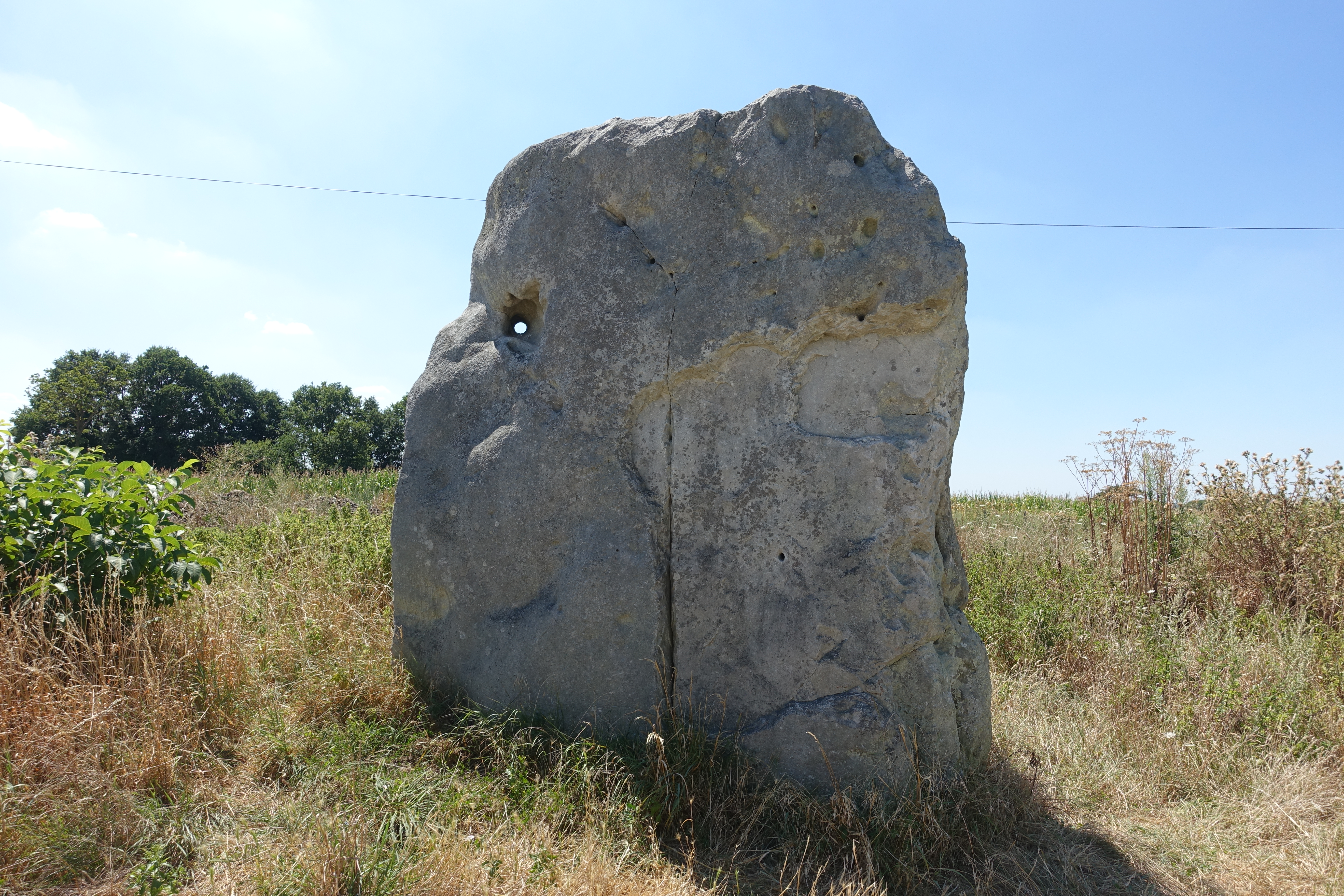
Menhir
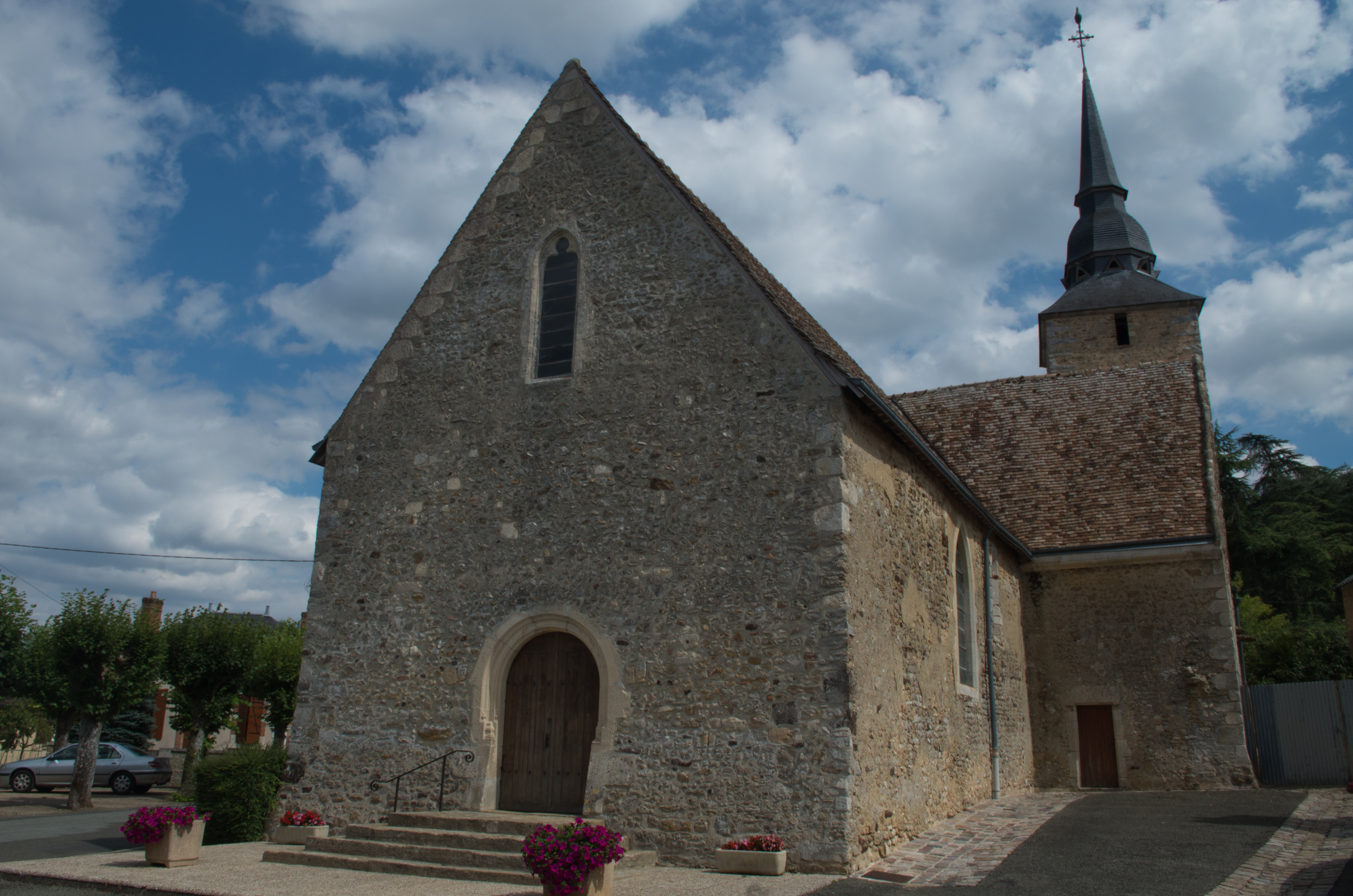
Kirche Saint-Cyr-et-Sainte-Julitte